# I Was a Communist for the FBI
Pour plus de détails, voir Fiche technique et Distribution.
I Was a Communist for the FBI (littéralement : J'étais un communiste travaillant pour le FBI) est un film américain réalisé par Gordon Douglas, sorti en 1951.
Ce film raconte l'histoire de Matt Cvetic, un agent du FBI d'origine slovène chargé d'infiltrer la branche locale du parti communiste américain à Pittsburgh en Pennsylvanie, au cours des années 1940, afin de surveiller toutes leurs activités, notamment celles qui auraient pour but de détruire la démocratie.

## Synopsis
Matt Cvetic, qui travaille dans une aciérie de Pittsburgh, infiltre le Parti communiste pour le compte du FBI depuis maintenant neuf ans. Durant tout ce temps, il n'a jamais pu parler à sa famille de sa double vie, ce qui force ces derniers à croire qu'il aime sincèrement le communisme et à le mépriser pour cette raison.
Matt finit par tomber amoureux d'un professeur d'école communiste, qui est désenchantée par le parti avec qui elle rompt à la suite d'une violente grève. Matt l'aide alors à échapper aux communistes à la suite de plusieurs échauffourées dans lesquelles deux communistes et un agent du FBI sont tués. Plus tard, ils témoigneront contre les communistes devant le comité des activités anti-américaines de la Chambre et Matt se réconciliera alors avec sa famille.

## Fiche technique
- Titre original : I Was a Communist for the FBI
- Réalisateur : Gordon Douglas
- Scénario : Crane Wilbur
- Photographie : Edwin B. DuPar
- Musique : William Lava, Max Steiner (non crédité)
- Décors : Lyle B. Reifsnider
- Producteur : Bryan Foy
- Société de production : Warner Bros.
- Société de distribution : Warner Bros.
- Format : Noir et blanc — 35 mm — 1,33:1 — Son : Mono
- Genre : Film dramatique, Film policier, Thriller, Film noir
- Durée : 77 minutes
- Dates de sortie : 
  - États-Unis : 5 mai 1951
  - Danemark : 11 février 1952
  - Suède : 16 février 1952

## Distribution
- Frank Lovejoy : Matt Cvetic
- Dorothy Hart : Eve Merrick
- Philip Carey : Mason
- James Millican : Jim Blandon
- Richard Webb : Ken Crowley (chef du FBI)
- Konstantin Shayne : Gerhardt Eisler
- Paul Picerni : Joe Cvetic
- Eddie Norris : Harmon
- Ron Hagerthy : Dick Cvetic
- Hugh Sanders : Clyde Garson
- Hope Kramer : Ruth Cvetic

## Autour du film
- Tourné durant la Guerre froide, film est une véritable représentation de la société américaine lors de la période du Maccarthisme, notamment de la seconde peur rouge. L'objectif était de montrer qu'il existait une réelle menace communiste au sein même des États-Unis. Le ton du film se veut résolument ultra-patriotique avec un communisme montré comme étant maléfique, raciste et vindicatif.
- Samuel Blumenfeld écrit, pour sa part, qu'en mai 1951, la nation américaine semblait devoir appréhender deux menaces : celle d'une invasion des extra-terrestres ou celle d'une poussée communiste qu'il fallait coûte que coûte endiguer. « Ce n'est donc pas un hasard », ajoute-t-il, « si La Chose d'un autre monde de Christian Nyby et Howard Hawks (non crédité) et le film présent de Gordon Douglas connurent leur première new-yorkaise le même soir, à Broadway », dans deux salles contiguës[1].
- Il est, par ailleurs, évident que Gordon Douglas n'est pas le maître-d'œuvre d'un tel film. I was a Communist for the FBI est plutôt le tribut patriotique payé par le producteur Jack Warner à la House Un-American Activities Committee. Il faudra néanmoins trois ans pour mettre en chantier ce film de propagande et, paradoxalement, celui-ci n'était pas dépourvu de visées artistiques. Borden Chase, romancier et prestigieux scénariste de westerns, ceux d'Anthony Mann notamment, fut engagé. Il souhaitait, quant à lui, élargir le champ d'action du film en Corée. Jack Warner ne partageait pas cette optique et demanda à Crane Wilbur de réécrire le scénario. On supprima alors les « embarrassants prologue et épilogue »[2] pour se concentrer sur l'histoire liée à Pittsburgh.
- Celle-ci est, en réalité, inspirée de la vie du vrai Matt Cvetic, qui a écrit un livre éponyme. Afin de donner à ce brûlot toute la crédibilité nécessaire, le film affiche un carton où il est énoncé que l'histoire s'appuie « sur les expériences de Matt Cvetic racontées à Pete Martin et publiées dans le Saturday Evening Post. »[3]
- Le film fut nommé pour l'Oscar du meilleur film documentaire, ce qui peut paraître surprenant car il s'agit bien d'une fiction, mais qui confirme bien la volonté de montrer le communisme comme étant le mal absolu.